# Корчинский, Анатолий Иванович
Анатолий Иванович Корчинский (укр. Анатолій Іванович Корчинський, родился 2 октября 1952 в Ленковцах) — украинский политик, Народный депутат Украины 3-го созыва.

## Биография
Окончил Каменец-Подольский сельскохозяйственный институт (1970—1975) по специальности «зоотехник». Работал в селе Жовтнево в Ивано-Франковском районном межколхозном объединении зоотехником, позднее — старшим зоотехником про Кельменецком районном управлении сельским хозяйством. Продолжал деятельность в Кельменецком райкоме ЛКСМУ и КПУ, затем был начальником Кельменецкого межрайонного племобъединения, а также работал в Черновицком облкоме и Заставновском райкоме.
В 1989 году окончил Высшую партийную школу по специальности «политолог», продолжая деятельность в Заставновском райкоме и райсовете народных депутатов. После распада СССР был начальником Кельменецкой таможни. В 1995 году окончил Черниговский государственный университет по специальности «право» (магистр), работал затем главой Хотинской райгосадминистрации (Черновицкая область). В марте 1998 года избран в Верховную Раду Украины III созыва от 205-го округа. Состоял во фракции СДПУ(о) с 1998 по 2000 годы, с февраля 2000 года член группы «Солидарность». Состоял в Комитете по иностранным делам. С 2005 по 2006 годы депутат Верховной Рады Украины IV созыва от блока Виктора Ющенко «Наша Украина» под номером 89 в списке.
Женат, есть двое детей (сын и дочь).